# Antonino Cassarà
Antonino ‚Ninni‘ Cassarà (* 7. Mai 1948 in Palermo; † 6. August 1985 ebenda) war ein italienischer Kommissar des mobilen Einsatzkommandos von Palermo. Er war in dieser Funktion ein hochrangiger Mafiajäger, der von Mitgliedern der Mafia ermordet wurde.

## Leben
Ninni Cassarà war ein enger Mitarbeiter von Giovanni Falcone und dessen Antimafia-Pool. Obwohl Cassarà und sein Team schlecht ausgerüstet waren und über nur wenig politische Rückendeckung verfügten, gelangen ihnen eine Reihe von Ermittlungserfolgen. Durch ausführliche Recherchen konnte Cassarà 1982 eine Liste mit Haftbefehlen für über 160 Mitglieder der Mafia vorlegen, welche die bis dahin größte und ausführlichste Sammlung über innere Abläufe und Hierarchien in der Mafia war. Er konnte diese Liste mit Hilfe vieler Pentiti verfassen, die während der Mafia-Kriege aus Angst vom Cosa-Nostra-Clan um Totò Riina ermordet zu werden zu einer Zusammenarbeit mit der Polizei bereit waren. Einer seiner Hauptinformanten war unter anderem Salvatore Contorno, da er mehr über die inneren Zusammenhänge des internationalen Heroinhandels (siehe: Pizza Connection) wusste und darüber aussagen konnte. Antonino Cassarà wurde am 6. August 1985 von Mitgliedern der Mafia ermordet. Ein Killerkommando aus neun bewaffneten Mafiosi überraschte ihn und seine Leibwächter vor seinem Haus. Er starb in den Armen seiner Frau, während seine Tochter das Geschehen vom Balkon aus mitverfolgen konnte. Cassarà erhielt mehrere Auszeichnungen für seinen Einsatz gegen die Mafia, so zum Beispiel den Valor civile.